# Jezioro Kierskie Małe
Jezioro Kierskie Małe – hipertroficzne jezioro położone około 1 km na północ od Jeziora Kierskiego w woj. wielkopolskim, w pow. poznańskim, w gminie Rokietnica, na Pojezierzu Poznańskim.

## Hydrologia
Powierzchnia zwierciadła wody według różnych źródeł wynosi od 26,0 ha do 34,0 ha.
Zwierciadło wody położone jest na wysokości 70,5 m n.p.m. lub 71,7 m n.p.m. Średnia głębokość jeziora wynosi 1,4 m, natomiast głębokość maksymalna 2,3 m lub 2,5 m.

## Otoczenie
Przez jezioro przepływa Samica Kierska. Jezioro objęte jest strefą ciszy. Obowiązuje tu zakaz używania silników spalinowych. Przy południowym brzegu znajduje się wieś Kiekrz. Przy zachodnim brzegu znajduje się klasztor Zgromadzenia Sióstr Matki Bożej Miłosierdzia oraz Droga Świętej Faustyny, upamiętniająca pobyt w Kiekrzu św. Faustyny Kowalskiej w 1929.